# 阿卡扎德宅邸

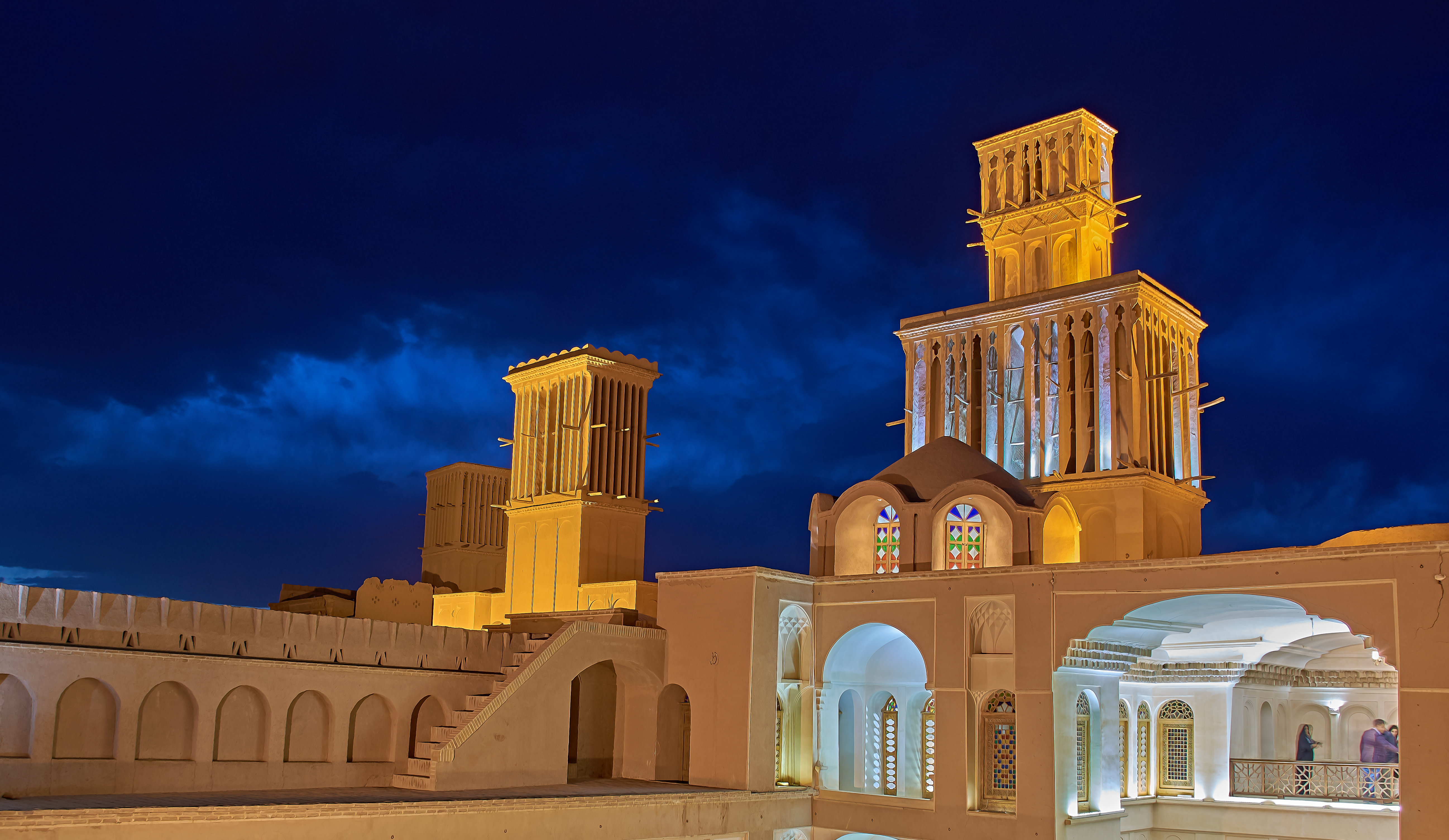
阿卡扎德宅邸

阿卡扎德宅邸（波斯语：خانه آقازاده）或称子爵府，位于伊朗的阿巴尔库（Abarkooh），建于卡扎尔王朝时期。该建筑被伊朗政府注册为国家历史古迹，自2015年以来，这座建筑的外观被印在20,000里亚尔的纸币上。
这座宅邸的风塔被认为是世界上最精美的风塔之一。主风塔高18米，占地18平方米。风塔中有19个通风调节口，这些通风口内部与第二个风塔相连。即使在没有风的情况下，这座风塔也可以完成空气调节功能。与大多数风塔不同，这座风塔是两层结构。
宅邸的北侧房间呈十字形，正对中心庭院，庭院中间有一个大型石质水池。宅邸分为三个不同的部分，使居民可根据不同季节的天气条件选择居住在房子的不同区域。
阿卡扎德宅邸的凉亭有钟乳石檐口，让光线更容易进入建筑内部，使建筑显得更加明亮。